# Elizabeth L. Gardner
Elizabeth L. Gardner (1921 – 22 tháng 12 năm 2011) là nữ phi công người Mỹ đã từng tham gia Thế chiến II, bà từng là thành viên của lực lượng Nữ phi công phục vụ không lực Hoa Kỳ (WASP). Bà là một trong những nữ phi công quân sự đầu tiên của quân đội Mỹ và nổi tiếng nhờ bức ảnh ngồi hàng ghế phi công trên máy bay ném bom Martin B-26 Marauder.

## Thời niên thiếu và gia đình
Gardner sinh ra ở Rockford, Illinois vào năm 1921. Bà tốt nghiệp trường trung học Rockford năm 1939. Trước khi chiến tranh bắt đầu, bà sống với mẹ mình và người giúp việc. Sau khi kết hôn, bà lấy họ của chồng là Remba.

## Sự nghiệp quân sự
Khi nhập ngũ với tư cách là thành viên của WASP, Gardner "đã có hai ngày huấn luyện dưới quyền Trung tá Paul Tibbets, người mà sau này đã lái chiếc máy bay B-29 (tên Enola Gay) thả quả bom nguyên tử đầu tiên xuống thành phố Hiroshima " của Nhật Bản. Bà nổi tiếng nhờ bức ảnh ngồi hàng ghế phi công trên máy bay ném bom Martin B-26 Marauder khi bà mới khoảng 22 tuổi. Bản gốc bức ảnh được lưu trữ tại Cơ quan Quản trị Kỷ lục và Văn khố Quốc gia. Bức ảnh trở thành biểu tượng cho hình phụ nữ chung thủy của nước Mỹ.
Gardner lái máy bay ném bom hạng trung Martin B-26 Marauder, bao gồm cả máy bay ném bom, loại phiên bản máy bay huấn luyện ném bom AT-23. Bà làm việc tại Dodge City, Kansas. Bà được đào tạo để trở thành phi công thử nghiệm và phi công hướng dẫn bay, bà cũng lái máy bay để dẫn các mục tiêu trên không của đối phương vào trận địa phòng không.
Sau nhiều năm đấu tranh để được công nhận tham gia nghĩa vụ quân sự, thành viên WASP nhận Huy chương Vàng Quốc hội (Congressional Gold Medal) năm 2009.

## Cuộc sống sau này và di sản
Tháng 12 năm 1944, chính phủ cho giải tán WASP. Sau Thế chiến II, bà trở thành nữ phi công lái các máy bay thương mại cho Tập đoàn Piper Aircraft ở Pennsylvania. Bà tham gia vào các mối quan hệ công chúng, gặp gỡ Bộ Quốc phòng và viết tất cả các bài phát biểu cho William T. Piper.
Bà qua đời tại New York vào ngày 22 tháng 12 năm 2011.